# Тваштар
Тваштар (санскр. त्वष्टर्, IAST: tvaṣṭar) или Тваштри (санскр. त्वष्टृ, IAST: tvaṣṭṛ) — индуистское божество ведийской эпохи, искусный мастер-кузнец для богов и наделитель всех существ их формой, страж Сомы и коров, отец Тваштры (вишварупы, «принимающего всякие формы»). Враждует с Индрой, перед которым дрожит от страха. По мнению С. К. Булича, в доведийский период представлял собой творческий характер деятельности Солнца.

## Мифология
Тваштар упоминается в «Ригведе» около 65 раз, однако специально ему не посвящено ни одного гимна. Его образ довольно бледен и неопределёнен. Он держит в руке железный топор, впрягает двух коней в свою колесницу, ярко сияет и обладает прекрасными руками (как Савитар).
Некоторые черты Тваштара напоминают греческого кузнеца-художника Гефеста. Подобно последнему, Тваштар — искусный мастер, умеющий делать разнообразные предметы: так, он сделал палицу Индры, железный топор Брахманаспати.
Он обладает сосудами, из которых пьют боги. Атхарваведа изображает его стариком, несущим чашу здоровья, полную Сомой (снова черты, напоминающие Гефеста — виночерпия богов). Он же создал быстрого коня и даёт коням быстроту.
Тваштар наделяет все существа их формой и развивает зародыш в утробе матери. Эти свойства приписываются ему и в позднейших ведийских текстах. Отсюда приложение к нему в Ригведе эпитета вишварупа (санскр. viçvarupa — «принимающий всякие формы»), более частое, чем по отношению к другим богам. Как создатель живых форм, Тваштар часто изображается покровителем рождений, дарующим потомство. Он создал друг для друга мужа и жену, а также всяческих животных, принадлежащих ему и питаемых им. Он всеобщий отец, ибо создал весь мир, и праотец человечества, ибо первые люди, близнецы Яма и Ями — дети его дочери Саранью, жены Вивасвата. Бог ветра — его зять, а Брихаспати — родной сын. Агни, произведённый десятью пальцами Тваштара, — также его потомок, произведшего его вместе с небом и землёй, водами и полубожественными гениями или жрецами огня — Бхригу. Индра также иногда называется сыном Тваштара.
Тваштар — страж божественного напитка Сомы, называемого «мёдом» Тваштара.
У Тваштара есть сын Вишварупа («всеобразный»), страж коров. Индра враждует с сыном Тваштара из-за этих коров, как с самим Тваштаром из-за Сомы. В сравнении с Индрой Тваштар изображается существом низшего могущества и силы, дрожащим от страха перед гневом Индры, не способным выполнить подвиг, заданный ему Индрой.
Тесно связан Тваштар с небесными женщинами, женами богов, наиболее частыми его спутницами. Главным образом он упоминается вместе с богами родственного характера — Пушаном, Савитаром, Дхатри, Праджапати. В некоторых текстах Тваштар отождествляется с Савитаром и Праджапати, в других — с Вишвакарманом, представителями творческой, плодотворящей силы.
В позднейшей мифологии Тваштар является одним из двенадцати светлых божеств — адитьев, а в «Махабхарате» и «Бхагавата-пуране», один или два раза — олицетворением солнца.
Тваштар — первый или первородный, идущий впереди, знающий царство богов, идущий в жилище богов между небом и землёй; он обладает прекрасным здоровьем и раздаёт благополучие и долговечность; его умоляют даровать богатства. Значение самого имени Тваштара, по-видимому — «художник, мастер, творец». Неопределённость и смутность этого мифологического образа дала повод к различным его объяснениям. Некоторые считают его вместе с другими, столь же тёмными мифологическими образами остатком древнего класса божеств, вытесненного и затемненного позднейшими. Другие считают его богом года, а третьи — чистой абстракцией, выражающей определённую деятельность.